# Givisiez
Givisiez (Freiburger Patois Dzevejiⓘ) ist eine politische Gemeinde im District de la Sarine (deutsch: Saanebezirk) des Kantons Freiburg in der Schweiz. Der frühere deutsche Ortsname Siebenzach wird heute kaum noch verwendet.

## Geographie
Givisiez liegt auf 629 m ü. M., 3 km westnordwestlich der Kantonshauptstadt Freiburg (Luftlinie). Das Dorf erstreckt sich leicht erhöht über den südlichen Hang der Talmulde des Ruisseau du Tiguelet, am westlichen Stadtrand von Freiburg, im Molassehügelland des Freiburger Mittellandes.
Die Fläche des 3,5 km² grossen Gemeindegebiets umfasst einen Abschnitt der Molassehöhen zwischen den Tälern der Sonnaz im Nordwesten und der Saane im Südosten. Der Gemeindeboden erstreckt sich vom Waldhügel Bois de la Faye (666 m ü. M.) südwärts über die breite, ehemals moorige Talmulde des Ruisseau du Tiguelet (rechter Seitenbach der Sonnaz) bis auf die angrenzende Höhe des Bois de Moncor, in dem mit 696 m ü. M. der höchste Punkt von Givisiez erreicht wird. Im Osten und Süden verläuft die Grenze entlang der Autobahn A12. Von der Gemeindefläche entfielen 1997 37 % auf Siedlungen, 23 % auf Wald und Gehölze, 39 % auf Landwirtschaft, und etwas weniger als 1 % war unproduktives Land.
Zu Givisiez gehören eine ausgedehnte Industrie- und Gewerbezone im Tal unterhalb des alten Dorfkerns sowie verschiedene Wohnsiedlungen. Nachbargemeinden von Givisiez sind Freiburg, Villars-sur-Glâne, Corminboeuf, Belfaux, La Sonnaz und Granges-Paccot.

## Bevölkerung
Mit 3309 Einwohnern (Stand 31. Dezember 2023) gehört Givisiez zu den mittelgrossen Gemeinden des Kantons Freiburg. Von den Bewohnern sind 73,1 % französischsprachig, 14,5 % deutschsprachig, und 2,7 % sprechen Italienisch (Stand 2000). Die Bevölkerungszahl von Givisiez belief sich 1850 auf 151 Einwohner, 1900 auf 193 Einwohner. Nach einem raschen Anwachsen der Bevölkerung bis 1910 (450 Einwohner) ging die Einwohnerzahl in der Folgezeit wieder zurück (1940 noch 298 Einwohner). Seither wurde ein markantes Bevölkerungswachstum verzeichnet, insbesondere während der 1980er- und 1990er-Jahre.

## Wirtschaft
Givisiez war bis in die Mitte des 20. Jahrhunderts ein vorwiegend durch die Landwirtschaft geprägtes Dorf. Seit den 1950er-Jahren setzte eine rasante Entwicklung zur Agglomerationsgemeinde von Freiburg mit riesigen Gewerbe- und Industrieflächen ein.
Heute bietet Givisiez rund 3400 Arbeitsplätze an. Mit 0,5 % der Erwerbstätigen, die noch im primären Sektor beschäftigt sind, hat die Landwirtschaft nur noch einen marginalen Stellenwert in der Erwerbsstruktur der Bevölkerung. Etwa 20 % der Erwerbstätigen sind im industriellen Sektor tätig, während der Dienstleistungssektor rund 80 % der Arbeitskräfte auf sich vereinigt (Stand 2001).
Givisiez ist Standort grosser Verteilzentralen und Einkaufszentren. In der Gemeinde sind Unternehmen des Bau- und Transportgewerbes, der Werbebranche, der Informationstechnologie, Weinhandlungen, graphische Ateliers, Reinigungsunternehmen und Hersteller von Sportartikeln vertreten. Weitere Arbeitsplätze sind im Handel, in der Verwaltung und zahlreichen Dienstleistungsunternehmen vorhanden. Givisiez verfügt auch über Sportanlagen, ein grosses Schulzentrum (1992 ausgebaut) und über kulturelle Institutionen, darunter das seit 1990 im Dorf ansässige Théâtre des Osses.
In den letzten Jahrzehnten hat sich das Dorf auch zu einer Wohngemeinde entwickelt. Die neuen Wohnzonen befinden sich auf dem Plateau zwischen dem alten Dorfkern und dem Tälchen mit der Autobahn A12. Die Siedlungs- und Gewerbegebiete von Givisiez sind heute nahezu lückenlos mit denjenigen der Nachbargemeinden Freiburg, Granges-Paccot und Corminboeuf zusammengewachsen.

## Verkehr
Die Gemeinde ist verkehrsmässig sehr gut erschlossen. Sie liegt an der Hauptstrasse von Freiburg via Grolley nach Payerne. Der nächste Anschluss an die Autobahn A12 (Bern–Vevey) befindet sich rund 2 km vom Ortskern entfernt. Die etwas abseits gelegene Bahnhaltestelle wird von den S-Bahn-Zügen der Linien Freiburg–Murten–Neuenburg und Freiburg–Payerne bedient. Für die Feinverteilung im öffentlichen Verkehr sorgen die Autobuslinien der Transports publics fribourgeois, welche die Strecken von Freiburg nach Givisiez, nach Corminboeuf und nach Domdidier bedienen. Seit 18. Dezember 2010 verkehrt ausserdem die Linie 3 des Trolleybus Fribourg auf ihrer Gesamtstrecke elektrisch, zu diesem Zeitpunkt ging die Fahrleitungsverlängerung nach Givisiez in Betrieb.

## Geschichte
Das Gemeindegebiet von Givisiez war schon zur Römerzeit besiedelt, was durch den Fund von Überresten einer Villa nachgewiesen werden konnte. Die erste urkundliche Erwähnung des Ortes erfolgte 1142 unter dem Namen Juvinsie. Später erschienen die Bezeichnungen Juvisei (1143), Juvensiei (1162), Juvisye (1285), Juvisié (1317), Juvisiez (1431), Juvisie (1445), Giuisie (1668), Gevisier (1805) sowie Gevisiez, Jevisiez, Juvisier und Givisiez. Als deutsche Versionen sind Zivizach (1497), Ziffizachen (1578) und Sibenzach (1705) überliefert. Die Etymologie des Ortsnamens ist nicht eindeutig geklärt. Givisiez könnte von den gallorömischen Personennamen Juventius oder Gavisius abgeleitet sein.
Givisiez war im Mittelalter ein Lehen der Herren von Estavayer, dann derer von Englisberg, bevor es 1290 durch Kauf in den Besitz von vermögenden Freiburger Bürgern gelangte. Ab dem 15. Jahrhundert oblag die Dorfherrschaft der Familie Affry. Im 15. Jahrhundert kam Givisiez unter die Herrschaft von Freiburg und wurde der Alten Landschaft (Neustadtpanner) zugeordnet. Bis 1793 gehörte der Nachbarort Granges-Paccot zur Gemeinde Givisiez. Nach dem Zusammenbruch des Ancien Régime (1798) gehörte das Dorf während der Helvetik und der darauf folgenden Zeit zum Bezirk Freiburg, bevor es 1848 mit der neuen Kantonsverfassung in den Saanebezirk eingegliedert wurde.
Eine Fusion von Granges-Paccot, Givisiez, Corminboeuf und Chésopelloz war bis 2014 unter dem Namen „2C2G“ in Vorbereitung – der neue Ort sollte Englisbourg heissen (nach der Familie Englisberg, die in allen vier Orten gewirkt hat). Dies scheiterte an der Ablehnung durch die Bürger Granges-Paccots.

## Sehenswürdigkeiten
Die Pfarrkirche Saint-Laurent geht im Kern auf das 13. Jahrhundert zurück. Ihre heutige Gestalt erhielt die Kirche beim Neubau 1777 und bei der Vergrösserung im Jahr 1936. Im alten Ortskern steht das Schloss der Familie Affry, das 1539 errichtet wurde und im 17. Jahrhundert grössere Umgestaltungen erfuhr. Es besitzt einen viereckigen Treppenturm, Kreuzstockfenster und einen Portikus. Heute beherbergt das Schloss ein Alters- und Pflegeheim. Ferner befinden sich in Givisiez auch das Château de Givisiez aus dem 12. Jahrhundert, das Château de Boccard aus dem 17. Jahrhundert und ein Herrschaftshaus der Familie Affry, das 1703 erbaut wurde.

## Persönlichkeiten
- Marcello (* 6. Juli 1836 (Adele von Affry) in Freiburg im Üechtland; † 16. Juli 1879 in Castellammare di Stabia), Kunstmalerin[10]
- Aloys Bossy (1844–1913), Politiker